# 十一氧化六镨

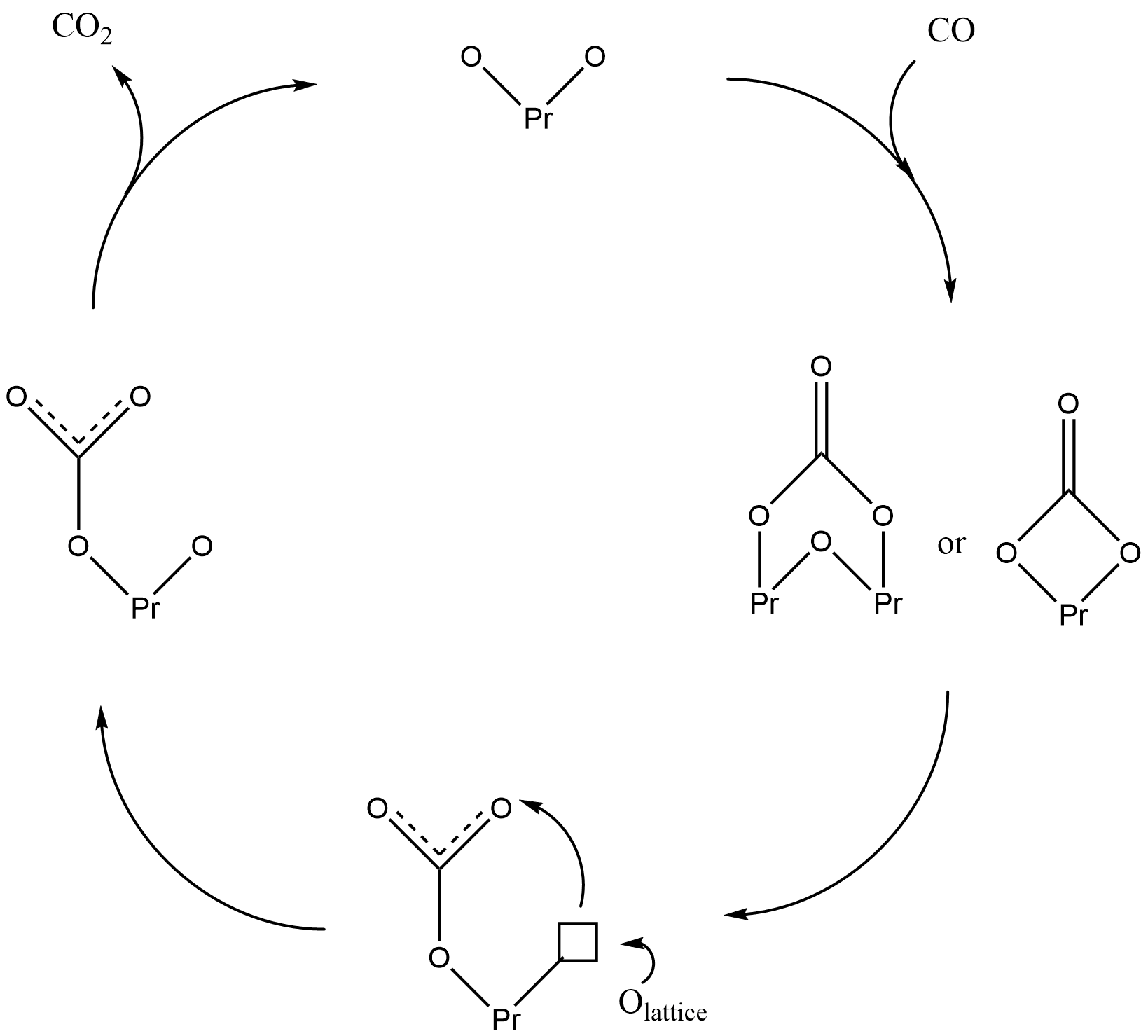
Pr6O11催化CO氧化机理研究

十一氧化六镨是一种无机化合物，化学式为Pr6O11。该化合物中，有4个镨原子为+4价，2个镨原子为+3价。十一氧化六鐠是常溫常壓下鐠最穩定的氧化物。

## 制备
十一氧化六镨可由六水合硝酸镨和氢氧化钠的混合物在空气中灼烧而得：
6 Pr(NO3)3·6H2O + 18 NaOH + O2 → Pr6O11 + 18 NaNO3 + 45 H2O
硝酸镨和浓氨水反应得到氢氧化镨(III)，经500℃灼烧也能制得Pr6O11。